# Paavo Haavikko

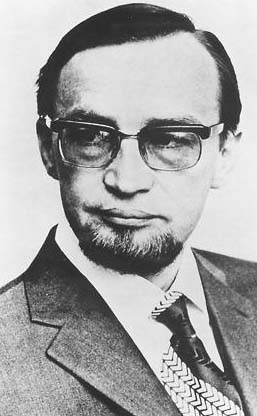
Paavo Haavikko (1960)

Paavo Juhani Haavikko (Helsinki, 25 januari 1931 – aldaar, 6 oktober 2008) was een Fins dichter, toneelschrijver en uitgever. Hij wordt beschouwd als een van de belangrijkste schrijvers in zijn land. Zo won hij in 1984 de Neustadtprijs voor literatuur.
Van 1967 tot 1983 was hij literair directeur van de uitgeverij Otava en van 1989 tot zijn dood was hij eigenaar van de uitgeverij Art House.
Paavo Haavikko overleed op 77-jarige leeftijd.

## Prijzen
- Aleksis Kiviprijs, Finse sociëteit voor literatuur, 1966
- Pro Finlandiamedaille, 1967
- Eredoctoraat van de Universiteit van Helsinki, 1969
- Ridder Eerste Klas van de Witte Roos van Finland, 1978
- Neustadtprijs voor literatuur, 1984

## Werken
- Tiet etäisyyksiin (1951)
- Tuuliöinä (1953)
- Synnyinmaa (1955)
- Lehdet lehtiä (1958)
- Talvipalatsi (1959)
- Yksityisia asioita (1960)
- Toinen taivas ja maa (1961)
- Vuodet (1962)
- Puut, kaikki heidän vihreytensä (1966)
- Agricola ja kettu (1968)
- Sulka (1970)
- Puhua, vastata, opettaa (1972)
- Kuningas lähtee Ranskaan (1974)
- Kaksikymmentä ja yksi (1974)
- Kansakunnan linja (1977)
- Rauta-aika (1982)
- Kullervon tarina (1982)
- Ratsumies (1974)
- Yritys omaksikuvaksi (1987)
- Kansalaisvapaudesta (1989)
- Vuosien aurinkoiset varjot (1994)
- Prospero (1995)
- Kahden vuoden päiväkirja (2001)
- Ei. Siis kyllä (2006)

- Bibsys: 90094867
- Bibliothèque nationale de France: cb119066390 (data)
- Digitale Bibliotheek voor de Nederlandse Letteren: haav001
- Gemeinsame Normdatei: 118972960
- International Standard Name Identifier: 0000 0001 1748 3297
- Library of Congress Control Number: n79074435
- Nationale Bibliotheek van Letland: 000008888
- MusicBrainz: 3b1edd7e-3eaf-4c80-a45b-e849f52199c8
- Nationale Bibliotheek van Tsjechië: ola2003191545
- Nationale bibliotheek van Australië: 35159699
- Nationale Bibliotheek van Israël: 987011066511605171
- Nationale Bibliotheek van Polen: a0000002017092
- Nationale en Universitaire bibliotheek Zagreb: 000011576
- Nederlandse Thesaurus van Auteursnamen: 070897492
- LIBRIS: 241127
- Système universitaire de documentation: 026911604
- Trove: 846409
- Virtual International Authority File: 19678565
- WorldCat: E39PBJfCqQqg8FwdPyJ6GdMtrq